# Eperjes
Cet article concerne le village du département de Csongrád en Hongrie. Pour la ville de Slovaquie appelée Eperjes en hongrois, voir Prešov.
Eperjes est un village et une commune du comitat de Csongrád en Hongrie.